# Timoclea keegani
Timoclea keegani is een tweekleppigensoort uit de familie van de Veneridae. De wetenschappelijke naam van de soort is voor het eerst geldig gepubliceerd in 2012 door Raines & Huber.